# Камъчето и пингвина
„Камъчето и пингвина“ (на английски: The Pebble and the Pengun) е американски анимационен филм от 1995 г.

## Сюжет
На древна антарктическа пингвинска церемония милият, но срамежлив пингвин Хъби трябва да подари специален камък на своята възлюбена. Той трябва да се осмели да направи това, или ще загуби възможност да сподели чувствата си. Точно преди да излее чувствата си пред Марина, Хъби е изхвърлен в морето от злия Дрейк. За щастие пингвинът среща Роко, който има една мечта – да се научи да лети. Между Роко и Хъби се заражда истинско приятелство. Роко е готов на всичко, за да помогне на Хъби да открие пътя към дома и да се изправи срещу Дрейк. А Хъби, от своя страна, е готов да научи новия си приятел да лети.

### Oзвучаващи артисти
| Роля   | Изпълнител                                       |
| ------ | ------------------------------------------------ |
| Хюби   | Калин Сърменов (диалог) Христо Мутафчиев (вокал) |
| Роко   | Мариан Маринов                                   |
| Марина | Елена Русалиева                                  |
| Дрейк  | Цветан Ватев (диалог) Христо Мутафчиев (вокал)   |

### Допълнителни дубльори
| Венета Зюмбюлева   |
| Василка Сугарева   |
| Ася Рачева         |
| Александър Воронов |
| Христо Мутафчиев   |
| Анатолий Божинов   |

### Солисти
| Елена Русалиева  |
| Христо Мутафчиев |
| Василка Сугарева |

### Хор
| „Театър 13“            |
| Театър „Албена“        |
| Гласове от хора на БНР |

### Екип
| Обработка                              | Арс Диджитал Студио (1998) |
| -------------------------------------- | -------------------------- |
| Диригент / Превод и музикална редакция | Асен Аврамов               |
| Превод                                 | Цветелина Николова         |
| Редактор / Режисьор на дублажа         | Чавдар Монов               |
| Тонрежисьор / Звуков монтаж            | Венислава Николова         |
| Видеооператор                          | Огнян Иванов               |
| Мишунг                                 | Благомир Алексиев          |

### Телевизионна версия
На 1 януари 2012 г. bTV излъчи филма с български дублаж за телевизията. Екипът се състои от:
| Преводач            | Кати Бобева                                                                        |
| Озвучаващи артисти  | Ангелина Славова Венета Зюмбюлева Николай Николов Александър Митрев Радослав Рачев |
| Тонрежисьор         | Галина Наумова                                                                     |
| Режисьор на дублажа | Чавдар Монов                                                                       |